# Ken Stott
Pour les articles homonymes, voir Stott.
Ken Stott, né le 19 octobre 1954 à Édimbourg, est un acteur britannique de cinéma, de théâtre et de télévision.

## Biographie
Né d'un père écossais professeur d'anglais et d'une mère sicilienne professeur de littérature italienne, il grandit à Édimbourg dans un environnement artistique et s'intéresse au théâtre et à la musique. Il fait des études d'art dramatique avant de rejoindre la Royal Shakespeare Company mais, à la fin des années 1970 et au début des années 1980, la période n'est pas favorable au théâtre et il a peu de rôles. Il se tourne alors vers la télévision et obtient la notoriété au Royaume-Uni en jouant des rôles récurrents dans plusieurs séries policières. Il interprète également plusieurs seconds rôles au cinéma dans des films tels que Petits meurtres entre amis (1994), Guns 1748 (1999), Le Roi Arthur (2004), La Guerre selon Charlie Wilson (2007) et Le Monde de Narnia : Le Prince Caspian (2008). Au théâtre, il est nommé en 1997 pour le Laurence Olivier Award du meilleur acteur pour son rôle dans « Art ». Il interprète le nain Balin dans la trilogie du Hobbit (2012-2014).
Il a un fils, David, né en 1985 d'un premier mariage. Il vit désormais avec l'artiste-peintre Nina Gehl. Il est supporter du Heart of Midlothian Football Club.

## Filmographie

### Cinéma
- 1994 : Les Mille et une vies d'Hector : Gasper Dias
- 1994 : Petits meurtres entre amis : l'inspecteur McCall
- 1996 : Saint-Ex : Jean Prévost
- 1997 : Carton jaune : Ted
- 1997 : The Boxer : Ike Weir
- 1999 : Guns 1748 : Chance
- 2000 : Il était une fois Jésus : Simon Peter (voix)
- 2003 : Seule la mort peut m'arrêter : Turner
- 2004 : Le Roi Arthur : Marius Honorius
- 2005 : The Mighty Celt de Pearse Elliott : Good Joe
- 2005 : Casanova : Dalfonso
- 2007 : La Guerre selon Charlie Wilson : Zivi
- 2008 : Le Monde de Narnia : Le Prince Caspian : Chasseur-de-Truffes (voix)
- 2011 : Un jour : Steven
- 2012 : Le Hobbit : Un voyage inattendu : Balin
- 2013 : Le Hobbit : La Désolation de Smaug : Balin
- 2014 : Le Hobbit : La Bataille des Cinq Armées : Balin
- 2015 : Man Up : Bert
- 2016 : Café Society de Woody Allen : Marty
- 2016 : 100 Streets de Jim O'Hanlon : Jake Terence
- 2016 : Identify (Kill command) de Steven Gomez
- 2018 : Le Jour de mon retour (The Marsh) de James Marsh : Stanley Best
- 2021 : The Dig de Simon Stone : Charles Phillips

### Télévision
- 1985 : Taggart (saison 1, épisode 3) : Dr MacNaughten
- 1988 : La Brigade du courage (saison 1, épisode 1) : Cyril
- 1990 : Your Cheatin' Heart (6 épisodes) : Fraser Boyle
- 1994 : Takin' Over the Asylum (6 épisodes) : Eddie
- 1996 : Affaires non classées (saison 1, épisodes 5 et 6) : sergent Bob Claire
- 1996 : Rhodes (minisérie) : Barney Barnato
- 1999 à 2003 : The Vice (16 épisodes) : inspecteur Pat Chappel
- 2001 à 2005 : Messiah (série de téléfilms) : Red Metcalfe
- 2006-2007 : Rebus (10 épisodes) : inspecteur John Rebus
- 2010 : Toast (téléfilm) : Papa
- 2011 : The Runaway (en) (5 épisodes) : Joey Pasqualino
- 2014 : The Missing (5 épisodes) : Ian Garrett

## Voix françaises
| - Jean-Claude Donda dans : - Le Hobbit : Un voyage inattendu - Le Hobbit : La Désolation de Smaug - Le Hobbit : La Bataille des Cinq Armées - Michel Papineschi dans : - Un jour - Le Roi Arthur - Patrice Dozier dans : - Guerre et Paix - Le Jour de mon retour - Alain Sachs dans Petits meurtres entre amis - Michel Fortin dans The Boxer - Gérard Rinaldi dans Messiah - Gilbert Lévy dans Rencontre au sommet - Jean Lescot dans La Guerre selon Charlie Wilson - Michel Dodane dans Le Monde de Narnia : Le Prince Caspian - Frédéric Souterelle dans The Missing - Jacques Bouanich dans Café Society |